# عبدالله کوربانوف
عبدالله کوربانوف (به روسی: Абдулла Курбанов، آوانگاری: زادهٔ ۷ فوریهٔ ۲۰۰۲) یک کشتی‌گیر آزادکار اهل کشور روسیه است.